# 福岡県道264号湯川赤坂線
福岡県道264号湯川赤坂線（ふくおかけんどう264ごう ゆがわあかさかせん）は、福岡県北九州市小倉南区から北九州市小倉北区に至る一般県道である。

## 概要
北九州市小倉南区湯川二丁目から北九州市小倉北区赤坂一丁目に至る。
国道10号と国道3号を結ぶ一般県道。国道10号と接続する起点の湯川交差点では、2018年（平成30年）に18件の人身事故が発生（全国の交差点の中で最多タイ）するなど、2019年（平成31年）1月に右折車両分離信号機が導入されるまで事故が多発していた。朝日新聞の記事では「日本一危ない交差点」と評されている。

### 路線データ
- 起点：福岡県北九州市小倉南区湯川二丁目（湯川交差点、国道10号交点[1][2][3]）
- 終点：福岡県北九州市小倉北区赤坂一丁目（赤坂一丁目西交差点、国道3号交点）

## 路線状況

### 道路施設

#### 橋梁
- 妙見橋（妙見川、北九州市小倉北区）
- 延命橋（延命寺川、北九州市小倉北区）

### 交通量
24時間自動車類交通量（上下合計）（単位：台）　道路交通センサス
| 区間                   | 平成17（2005）年度 | 平成22（2010）年度 | 平成27（2015）年度 |
| ---------------------- | ------------------ | ------------------ | ------------------ |
| 起点 - 砂津上富野1号線 | 28,499             | 28,223             | 26,199             |
| 砂津上富野1号線 - 終点 | 28,499             | 26,275             | 25,591             |

- 出典：国土交通省ホームページ「平成22年度全国道路・街路交通情勢調査 一般交通量調査 箇所別基本表（福岡県）」p.67、「平成27年度全国道路・街路交通情勢調査 一般交通量調査 箇所別基本表（福岡県）」p.61）

## 地理

### 通過する自治体
- 福岡県
  - 北九州市（小倉南区 - 小倉北区）

### 交差する道路
| 交差する道路 | 市町村名 | 市町村名 | 交差する場所 | 交差する場所        |
| ------------ | -------- | -------- | ------------ | ------------------- |
| 国道10号     | 北九州市 | 小倉南区 | 湯川2丁目    | 湯川交差点 / 起点   |
| 国道3号      | 北九州市 | 小倉北区 | 赤坂1丁目    | 赤坂一丁目西 / 終点 |

### 交差する鉄道
- 山陽新幹線（新関門トンネル）

### 沿線
| 施設名               | 市町村名 | 市町村名 | 所在地       |
| -------------------- | -------- | -------- | ------------ |
| 霧ケ丘幼稚園         | 北九州市 | 小倉北区 | 霧ケ丘一丁目 |
| 北九州市立霧丘小学校 | 北九州市 | 小倉北区 | 霧ケ丘一丁目 |
| 北九州市立霧丘中学校 | 北九州市 | 小倉北区 | 黒原三丁目   |
| 北九州市立足原小学校 | 北九州市 | 小倉北区 | 黒原三丁目   |
| 北九州市立寿山小学校 | 北九州市 | 小倉北区 | 大畠三丁目   |